# Onseepkans
Onseepkans este un oraș din provincia Noord-Kaap, Africa de Sud.